# Rifugio Cima d’Asta – Ottone Brentari
Das Rifugio Cima d’Asta – Ottone Brentari oder nur Rifugio Cima d’Asta bzw. Rifugio Brentari (deutsch Cima d’Asta-Hütte) ist eine Schutzhütte der Sektion Pieve Tesino der Società degli Alpinisti Tridentini (SAT).

## Lage und Umgebung
Das Rifugio Cima d’Asta liegt im Gemeindegebiet von Pieve Tesino in der Provinz Trient auf 2476 m s.l.m. Sie befindet sich am Talende des Val Sorgazza direkt unterhalb der Südwand der Cima d’Asta auf einem kleinen Moränenhügel nur wenige Meter vom Lago Cima d’Asta entfernt.
An der Hütte führt der Sentiero Italia und die Alta Via del Granito vorbei.

## Geschichte
Bereits kurz nach der Jahrhundertwende gab es die ersten Anregungen, unterhalb der Cima d’Asta eine Schutzhütte zu errichten. 1907 begann man mit dem Bau der Hütte, die ein Jahr später am 24. August 1908 eingeweiht wurde. Sie besaß damals noch eine kompakte würfelartige Form, wie viele andere Schutzhütten im Trentino auch und war lange Zeit das einzige Rifugio in der größten Berggruppe des Trentino, dem Lagorai.
Im Ersten Weltkrieg wurde es schwer in Mitleidenschaft gezogen, konnte aber bereits 1922 wieder eröffnet werden. Dabei wurde die Hütte auch nach dem ein Jahr zuvor verstorbenen aus dem Trentino stammenden Journalisten und Geografen Ottone Brentari benannt.
Im Zweiten Weltkrieg wurde die Schutzhütte mehrmals aufgebrochen und geplündert. Im August 1952 wurde sie zum zweiten Mal innerhalb von 30 Jahren wiedereröffnet. Sie behielt dabei ihre ursprüngliche Form von 1908 bei und verfügte lediglich über 18 Schlafplätze.
1982 entschloss die SAT das Rifugio und damit auch die Anzahl der Schlafplätze zu vergrößern. Mit den Arbeiten wurde 1984 begonnen und am 1. September 1985 konnte die nun dreimal so große Hütte eingeweiht werden.

## Zugänge
- Von der Malga Sorgazza, 1450 m ⊙ auf Weg 327 (3 Stunden)
- Von der Malga Sorgazza, 1450 m ⊙ über Campagnassa auf Weg 386 (4 Stunden 30 Minuten)
- Von Caoria, 817 m ⊙ auf Weg 338, 387 (5 Stunden 30 Minuten)
- Von Maléne, 1100 m ⊙ auf Weg 338, 387 (5 Stunden)

## Nachbarhütten und Übergänge
- Zum Rifugio Malga Consèria, 1848 m ⊙ auf Weg 327, 326 in 3 Stunden 30 Minuten
- Zum Rifugio Malga Caldenave, 1792 m ⊙ auf Weg 327, 326, 373, 360 in 6 Stunden
- Nach Pront (Val Cia), 1056 m ⊙ auf Weg 364, 363 in 4 Stunden
- Zum Passo Brocon, 1616 m ⊙ auf Weg 386, 387, 396 in 7 Stunden
- Zur Capanna Giuseppe Cavinato, 2840 m ⊙ auf Weg 364 in 1 Stunde 15 Minuten

## Gipfelbesteigungen
- Cima d’Asta, 2847 m ⊙ 1 Stunde 15 Minuten
- Col del Vento, m 2634 ⊙ 2 Stunden
- Cima dei Diavoli, m 2806 ⊙ 2 Stunden 15 Minuten